# Aleksandar Despić
Aleksandar Despić (serbisch-kyrillisch Александар Деспић; * 6. Januar 1927 in Belgrad; † 7. April 2005) war ein serbischer Physiker. Von 1994 bis 1998 war er Präsident der Serbischen Akademie der Wissenschaften und Künste.
Despić studierte am Imperial College of Science and Technology in London und unterrichtete als Professor an der Technischen Fakultät der Universität Belgrad. Seine Forschungsgebiet war die Elektrochemie.
Für Aufsehen sorgte Despić mit seinem 1996/97 vorgeschlagenen Plan einer Teilung des Kosovo, der – seiner Umgebung voraus – zwar die Unabhängigkeit des albanischen Teils beinhaltete, gleichzeitig aber auch ethnische Umsiedlungen vorsah.